# Burn Notice (Mitteilung)
Als Burn Notice werden im Bereich der Geheimdienste Dokumente und Mitteilungen bezeichnet, in denen über die Unzuverlässigkeit eines Agenten oder Nachrichtendienst-Mitarbeiters berichtet wird. Diese Informationen können sowohl von fremden Nachrichtendiensten als auch von Mitarbeitern des eigenen Dienstes kommen. Gründe für eine Burn Notice gibt es viele, u. a. das Überlaufen eines Agenten. Der Mitteilung zufolge ist der Mitarbeiter nicht mehr einsetzbar und gilt als verbrannt. Alle Informationen von dieser Quelle sollen ebenfalls vernichtet (verbrannt) werden, diese Vorgehensweise ist auch Grund für die Namensgebung der Notiz.
Unter dem Namen Burn Notice existiert eine US-amerikanische TV-Serie, deren Protagonist am Anfang der Reihe eine derartige Mitteilung erhält und versucht, deren Quelle zu bestimmen.

## Beispiele
- Rafid Ahmed Alwan, nach einer Burn Notice als unzuverlässiger Informant eingestuft.[3][4]
- Manucher Ghorbanifar, iranischer Waffenhändler und Mittelsmann in der Iran-Contra-Affäre, aufgrund einer Burn Notice der CIA als unzuverlässig eingestuft.[5]